# マツダ・757
マツダ・757は、1986年ル・マン24時間レース、および全日本耐久選手権参戦用にマツダスピードが開発したプロトタイプレーシングカーである。マツダ初の3ローター・エンジン13G型（後20Bと改称。654cc×3）を搭載。シャシデザインはナイジェル・ストラウド。ボディデザインはマキF1などを設計した三村建治。変速機は、ポルシェのトランスミッションギアユニットを採用しギアケーシングをマシンに合わせて自社設計・製造した。

## 開発の経緯
前年までのマツダ・717C～マツダ・737Cの2ローターのC2マシンから、上のクラスにステップアップを目指し開発され、1985年末にシェイクダウンした。
C2クラスでは、フォードDFL等当初はC1として使用されていたエンジンが、プライベータによってC2クラスに参戦してきた。ライバルエンジンは、2ローターより出力が大きく燃費が良かったので、マツダとしての対策が必要であった。そこで2ローターを3ローターにすることによって馬力向上を行ったが燃費が悪化してC2の燃費規定を満たすことができなかった。そのためC1へのステップアップを考えていたが、3ローターエンジンでも450馬力であって依然600馬力と言われるターボ勢と対抗するには馬力上不利なため、C1の最低車重850kgより最低車重の低いIMSA-GTP規定でレースに参戦し、ライバルのC1マシンより優れた燃費特性で対応する戦略をとることになった。世界耐久選手権（WEC）/ル・マン24時間レースにIMSA-GTPクラスが設けられたのは本来アメリカIMSAで活躍するマシン/チームの参加を促すためであったが、以降ル・マン24時間レースにおけるIMSA-GTPクラスは事実上マツダ専用とも言えるカテゴリーとなって行く。

## マシン概要

### シャシ
マシンとしては、当時のC1クラスの代表マシンのポルシェ・962Cを参考に設計開発された。これは、ナイジェル・ストラウドは当時ポルシェ・962Cのオリジナル改良モデルの設計を経験していたことも関連していると思われる。メインモノコックは、アルミ製でサイドラジエター方式を採用。サスペンションは、フロントにスプリングダンパユニットをフローティングタイプとしたダブルウィッシュボーンを採用してコーナーリング特性の向上を図った。リアサスペンションは、ベルクランク方式を採用。
ボディデザインもポルシェ・962Cをベースにダウンフォースを減らし空気抵抗を低減させるデザインを採用した。ボディ設計を行った三村建治は「日本とイギリスで風洞実験を行い、数値上の空力特性はポルシェより良好だった」と述べている。
変速機は、マツダ717Cから737Cの2ローターのC2マシンでは、ヒューランド製を採用していたが、ル・マン24時間レースでは容量が不足しオーバーヒートが常に発生する状況であったので、ポルシェのギアユニットを採用しギアケーシングを自社設計・製造することでマシンとしてのトータル性能の向上を図った。

### エンジン
2ローターの前部にロータを追加する構造で3ロータ化を実施。当初から電子式インジェクション（EGI）を採用。出力軸は、1+2の構造でテーパ結合方式を採用した。なおバランスをとるため2ローター部の出力軸は、新規設計となっている。またエンジン全長が伸びることによる剛性低下を抑えるため、エンジン下部のオイルパンは、アルミニウムの一枚板からアルミニウムハニカム板に変更になった。
3ローターエンジンの最終エンジン形式の呼称は、レース専用の3ローターエンジンはR20B/市販用は20B（市販車としては、ユーノスコスモに搭載されたターボ付の20B-REW）。
なお1988年から富士GC用としてR20Bで市販された。

## 戦績

### 1986年
デビュー戦は1986年全日本耐久第1戦鈴鹿500kmで6位完走。次戦富士1000kmには参加せず、前年までと同様世界スポーツプロトタイプカー選手権（WSPC）第2戦シルバーストン1000kmに参戦、13位で完走する。WSPC第3戦ル・マン24時間レースでは、同じ日本のトヨタ・日産を上回るペースで周回を重ねたが、ドライブシャフト毀損等で2台ともリタイヤに終わった。全日本耐久後半戦では安定して完走を続け、最終戦富士500kmでは4位に入賞している。
- 4月全日本耐久第1戦鈴鹿500km 6位完走
- 5月WSPC第2戦シルバーストーン1000km 13位と19位
- 5月ルマンテストデイ 3位
- 6月WSPC第3戦ル・マン24時間 リタイヤ
- 7月全日本耐久第3戦富士500マイル 5位
- 8月全日本耐久第4戦鈴鹿1000km 5位/6位
- 10月全日本耐久第5戦/WSPC第9戦富士1000km 13位/15位
- 11月全日本耐久第6戦富士500km 4位完走

### 1987年
マツダスピードはニューマシンを開発せず、マツダ757を熟成して参戦。
- 4月JSPC第1戦鈴鹿500km 5位/6位
- 5月JSPC第2戦富士1000km 4位
- 6月WSPC第3戦ル・マン24時間 7位（GTPクラス優勝）
- 7月JSPC第3戦富士500マイル 6位/7位
- 8月JSPC第4戦鈴鹿1000km 5位
- 10月JSPC第5戦/WSPC第10戦富士1000km 7位

ル・マン24時間レース同様国産車最上位の7位に入賞する。
- 11月JSPC第6戦富士500km 5位

マツダ757のホイールベースを延長し翌年以降本格投入される4ローターエンジンを搭載したマツダ757Eも試験参戦したがリタイヤ。
この時期、テレビ朝日系列で放映されていた特撮テレビドラマ「光戦隊マスクマン」にて、主人公たちの所属するレーシングチームの所有マシンという設定で出演した（マツダは当該ドラマの車両スポンサーだった）。OPにて走行シーンを見ることができる。

### 1988年
4ローターエンジン専用シャシーを備えた767が投入され757はル・マン24時間レースが最後のレースとなったが、トラブルで後退した767を上回る15位で完走している。マツダスピードとしてはこの年のル・マンが最後になったが、その後も静マツレーシング、カタヤマレーシングに放出され1991年までプライベート参戦を続けることとなる。
- 3月JSPC第1戦富士500km 757E：9位/757：12位
- 4月JSPC第2戦鈴鹿500km 14位（静マツレーシング）
- 5月JSPC第3戦富士1000km リタイヤ（静マツレーシング）
- 6月WSPC第5戦ル・マン24時間 15位（GTPクラス優勝）
- 7月JSPC第4戦富士500マイル リタイヤ（静マツレーシング）
- 8月JSPC第5戦鈴鹿1000km 10位（静マツレーシング）
- 10月JSPC第6戦/WSPC第10戦WEC-JAPAN富士 20位（静マツレーシング）

### 1989年
マツダスピードは767Bを投入するが、静マツレーシングの757の方が順位が上となるレースもあった。
- 3月JSPC第1戦富士500km 10位（静マツレーシング）
- 4月JSPC第2戦富士1000km 12位（静マツレーシング）
- 7月JSPC第3戦富士500マイル 6位（静マツレーシング）
- 10月JSPC第5戦インターチャレンジ富士1000km 19位（静マツレーシング）
- 12月JSPC第4戦鈴鹿1000km 6位（静マツレーシング）

### 1990年
- 3月JAFGP全日本富士500km 13位（静マツレーシング）/14位（片山レーシング）
- 10月全日本富士1000km リタイヤ（片山レーシング）

## その後のマツダ・757
757は4台が製造され、その全てが現存する。

### 001号車
実戦には参加せず。国内でのテストで使用された。1991年以降に、マツダによって外装を787Bル・マン優勝車仕様に変更され、『787B』として展示イベントなどで使用されている。

### 002号車
現在マツダが所有。ノーズ周りの保護テープが劣化しているのが特徴。カラーリングが何故か87年のル・マンIMSA-GTPクラス優勝車仕様になっている。(実際の優勝車は003→103号車)

### 003号車
カーナンバー202号車。静岡マツダを経由して国内コレクター、海外の複数コレクターを経由する。2014年、Phil Stott Motorsportでレストア作業を受ける。Phil Stott MotorsportはイギリスのC-car全問のレストア業者で、今までにフォードや日産、トヨタのCカーのレストア作業を数多く手がけている。2015年のグッドウッドフェスティバルオブスピードで展示された。その後Phil Stott Motorsportからスイス人のEdi Taveri（エディ・タヴェリ）が購入する。2017年のモントレーリユニオン(カリフォルニア州マツダレースウェイ・ラグナセカ)で走行した。同年の富士スピードウェイで開催されたレーシングロータリーファンミーティングで記念走行が行われ、マツダ757ウェルカムバック・セレモニーが開催された。TABAC CLASSIC GPに参加した。

### 004号車
片山レーシングに売却後、LENOXカラーに塗り替えられ1990年のJSPCまで走り続けた現役最後の757。
現在はイギリスで個人オーナーが所有しており、88年ル・マンでクラス優勝した時のリバリーに戻されたのち時折ヒストリックレースなどに姿を見せる。